# 銀河万丈
銀河 万丈（ぎんが ばんじょう、1948年11月12日 - ）は、日本の声優、俳優、ナレーターである。山梨県甲府市出身。青二プロダクション所属。本名・旧芸名は田中 崇（たなか たかし）。妻は同じく声優の高島雅羅。

## 来歴
山梨県立甲府南高等学校、成蹊大学文学部文化学科卒業。

### 生い立ち
幼少期はボーイソプラノで、小学校時代の音楽の時間に「あなたは歌わなくてもいいです」と言われた。その時に「あ、俺オンチなんだ」とコンプレックスが頭によぎったが、知らなかったことから変声期であったと語る。その後、中学時代で声が変わったという。
エンジニアだった叔父の影響で同じ道を志しており、機械操作、ラジオに興味を持ち、朝礼にも参加しなくてよかったことから放送部に所属し、ラジオドラマの魅力に取り付かれる。中学高校時代は放送部と美術部に所属していた。絵を描くのが好きであり、油絵をしていたため、美術関係の道に進むことも考えたが、専門学校に通っていたわけではなかったため、踏み出せなかったという。
大学時代は放送研究会に所属し、ラジオドラマ作りに夢中になっていた。将来はラジオドラマに関わりたいとは思っていたが、ラジオドラマは職業として成立するものでもないと考え、ラジオドラマがどこで制作されているのかも知らなかった。

### キャリア

#### 舞台俳優として
大学卒業後、これといった就職口が無かったが、「ブラブラしているわけにもいかない」とは思っていた。その当時、テアトル・エコーの養成所が生徒を募集しており、ここへ入れば脚本の勉強もでき、演出も学べるということで「よし！これだ！」と決め、テアトル・エコーの養成所に入所する。入所後は、ダンスの稽古で1人だけ盆踊りを踊っているようになってしまい、女生徒たちからは笑われるなど、何ともやりきれない毎日だった。しかし、切羽詰まって選んだ身であるため、引き返すこともできず、必死でレッスンに耐えていた。やがて、体を柔らかくする肉体訓練も受け、堂々と舞台で踊れるようになった。その後、アルバイトで沖縄舞踊団の一員として、熱海後楽園で踊るようになった。観客は沖縄県の人物だと思っていたようで、盛んに拍手を送ってもらえたという。
その後退所し、仲間と劇団を作っては潰すということを繰り返しながら、フリーで舞台活動をしていた。

#### 声優として
グループ・タックの田代敦巳の紹介で、当時の青二プロダクションの社長だった久保進と会うことができた。舞台活動を通じて「やっぱり音の仕事がやりたい」という気持ちがはっきりしていたため、青二プロダクションへ自分の声のサンプルテープを持ち込み、28歳で声優デビューすることとなる。青二プロでの同期は井上和彦、水島裕、三ツ矢雄二。他の同期声優に、玄田哲章、若本規夫がいる。初のアニメ出演は『UFOロボ グレンダイザー』のズリル役となる。
新人の頃は、経験不足で自分ができないことに対する悔しさと歯がゆさ故に、歳下の同期に対して焦燥感を覚えることもあった。セリフを受けられず、相手役の先輩から台本を投げられたこともあったという。富田耕生などの厳しい先輩には色々と教えてもらっていた。ある時、プロデューサーから「将来何になりたいのか知らないけど、君にはギャラを払いたくない」と言われて、「認めて頂くまでは、絶対に辞める訳にはいかない」という気持ちになったこともあった。
デビュー後の数年間は、本名「田中崇」で活動していたが、『戦闘メカ ザブングル』や『太陽の牙ダグラム』に出演していた1982年の誕生日より「銀河万丈」に改名。その子供向け番組の登場人物のような名前のため、当初は「もう洋画はやらないのか」と聞かれたという。芸名の名づけ親は、尊敬する先輩である王麗華。銀河曰く「プレゼントされた」とのことで、名前の由来は、王による「銀河という大宇宙を大いに泳いでください。宇宙より愛を込めて」というメッセージからきている。名づけ親は富野由悠季とも言われていたが、「『無敵鋼人ダイターン3』の主人公・破嵐万丈と混合したんでしょうね」と、否定している。

## 人物
資格・免許は、喜多流謡曲教士、中型自動車運転免許。
趣味は、和装、サルサダンス、日本画、乗馬、謡曲、読書。謡曲は20代の頃から続けている。
父は国家公務員。
妻・高島雅羅は、『新スタートレック』でディアナ・トロイの吹き替えを担当。銀河は、同作品ではウォーフの吹替を担当しており、最終シーズンあたりでは恋人同士になっている。
『FNS地球特捜隊ダイバスター』では毎週、博士を演じている銀河のサイン入りのアイテムをプレゼントするコーナーがある。その際、番組キャラクターのユリッペが、銀河のプライベートを暴露している。詳細は「FNS地球特捜隊ダイバスター#銀河万丈の私事」を参照。
2012年9月8日放送の『A&G 超RADIO SHOW〜アニスパ!〜』に、事務所の後輩である神田朱未と共に出演した。この時、物腰の柔らかい、敬語を交えた紳士的かつ丁寧な話し方で番組に臨んでいる。事務所が同じ神田や浅野真澄は、「常にこういう話し方で接して下さる」と発言している。番組にちあきなおみの「黄昏のビギン」をリクエストしており、その希望が叶えられて実際にオンエアされた。アニメ・ゲーム・特撮・声優の4ジャンルに特化した番組としては、異例の選曲である。

### 特色
声種はバリトン、ローバリトン。多数のアニメ、テレビ番組、洋画、ゲーム等に出演している。テレビ番組やCMのナレーターとしての活動も多い。
役柄では、威厳ある悪役の声を得意とする。特に『機動戦士ガンダム』のギレン・ザビ、『装甲騎兵ボトムズ』のジャン・ポール・ロッチナのような役柄を多くこなし、本人もそうした役柄を好む発言をしている。『タッチ』の原田正平のような無口な役は「つまらなかった」と発言している。また、父親役を担当する機会も多い。
30代前半に声優を本業として定めた当初から、「悪役ができる」ことをセールスポイントにしており、そのころ演じたギレン・ザビ役によって、「自身の中に新しい自分を探していくことや演じる快感を覚えた」という。1980年代のインタビューでは、「やっとここで僕の一番やりたいと思っていたキャラクターに廻り会えたという感じですね。だから僕としては一番いい状態でベストを尽くしてやりたいと心がけました」と語っている。
自らを「そこつ者」と称し、三枚目キャラクターは違和感なく演じているという。自身の性格に一番近いと思った役として、『MONSTER』18話に登場する殺し屋ロッソを挙げており、力の抜けた、ただのおじさんのような感じの役をほとんど振ってもらったことがなかったので、難しさを感じた反面とても楽しかったといい、印象に残っていると語っている。
日本語吹き替え版では、マイケル・クラーク・ダンカンやデルロイ・リンドーなど、大柄の黒人の声を当てることが多い。玄田哲章、大塚明夫と並んでシルヴェスター・スタローンとアーノルド・シュワルツェネッガー、サミュエル・L・ジャクソンとローレンス・フィッシュバーンの両者の吹き替えを経験している数少ない人物。この他、『刑事コロンボ』では小池朝雄に代わって、映像ソフトの追加録音部分（テレビ放送時にカットされた箇所）で、コロンボ警部の吹き替えを担当、のちにWOWOWで新シリーズの最終3話が放送された際には、銀河が本編を吹き替えたバージョンが製作されている。

## 出演
太字はメインキャラクター。

### 劇場アニメ
1978年
- 宇宙海賊キャプテンハーロック アルカディア号の謎（隊員）
- 惑星ロボ ダンガードA 宇宙大海戦（ドップラー）

1979年
- 銀河鉄道999

1980年
- サイボーグ009 超銀河伝説（005 / ジェロニモ）
- 地球へ…（パパ）
- ヤマトよ永遠に（グロータス）
- 森は生きている（予告編ナレーション）

1981年
- 機動戦士ガンダム I・III（1981年 - 1982年、ギレン） - 2作品
- Dr.スランプ アラレちゃん ハロー!不思議島（センベエの父）

1982年
- 伝説巨神イデオン 接触篇 / 発動篇（ダミド） - 2作品
- 忍者ハットリくん ニンニン忍法絵日記の巻（ロボ丸）
- FUTURE WAR 198X年

1983年
- ザブングル グラフィティ（ティンプ）
- ドキュメント 太陽の牙ダグラム（チコ）
- プロ野球を10倍楽しく見る方法（1983年 - 1984年、カガワ） - 2作品
- まんがイソップ物語（冬の神）

1984年
- 超人ロック（ベル中尉）

1985年
- キン肉マン 晴れ姿!正義超人（ラーメンマン）
- Gu-Guガンモ（横車の弥七）

1986年
- キン肉マン ニューヨーク危機一髪!（ラーメンマン）
- キン肉マン 正義超人vs戦士超人（ラーメンマン）
- タッチ 背番号のないエース（原田正平）
- タッチ2 さよならの贈り物（原田正平）
- 北斗の拳

1987年
- タッチ3 君が通り過ぎたあとに -DON'T PASS ME BY-（原田正平）
- 新メイプルタウン物語 パームタウン編（ネコンダ刑事）
- ルパン三世 風魔一族の陰謀（次元大介）

1988年
- 魁!!男塾（ジェイ）
- ドラゴンボール 摩訶不思議大冒険（ボラ）

1989年
- ひみつのアッコちゃん（アッコのパパ）
- 変幻退魔夜行 カルラ舞う! 奈良怨霊絵巻（二面僧都）
- 迷宮物語「走る男」

1990年
- ドラゴンボールZ 地球まるごと超決戦（アモンド）
- ペリーヌ物語（テオドール）

1992年
- 風の大陸（ガテン・ラクム）
- 三国志 第一部・英雄たちの夜明け（典韋）
- ドラゴンクエスト ダイの大冒険 ぶちやぶれ!!新生6大将軍（クロコダイン）
- ろくでなしBLUES（黒岩）

1994年
- 三国志 第三部・遥かなる大地（張任）

1995年
- はじまりの冒険者たち レジェンド・オブ・クリスタニア（ハーヴェン）
- マクロスプラス MOVIE EDITION（レイモンド・マーリー）

1996年
- ルパン三世 DEAD OR ALIVE（首狩り将軍）

1997年
- エルマーの冒険（トラA）
- ザ☆ドラえもんズ 怪盗ドラパン謎の挑戦状!（アチモフ）

2000年
- 機動戦士ガンダム 特別版（ギレン・ザビ）
- 機動戦士ガンダムIII めぐりあい宇宙編 特別版（ギレン・ザビ）
- ザ☆ドラえもんズ ドキドキ機関車大爆走!（アチモフ）
- 太陽の法 エル・カンターレへの道（マーラ）

2002年
- シックス・エンジェルズ（ギーガ）
- ドラえもん のび太とロボット王国（ロビー）

2003年
- 黄金の法 エル・カンターレの歴史観（プロメティウス）
- ASTRO BOY 鉄腕アトム特別編 アトム誕生の秘密（田鷲警部）

2006年
- 永遠の法 エル・カンターレの世界観（エジソン）

2007年
- 映画ドラえもん のび太の新魔界大冒険 〜7人の魔法使い〜（デマオン）

2008年
- クレヨンしんちゃん ちょー嵐を呼ぶ 金矛の勇者（アセ・ダク・ダーク）
- 秘密結社鷹の爪 THE MOVIE2 〜私を愛した黒烏龍茶〜（特別効果音）

2009年
- 装甲騎兵ボトムズ ペールゼン・ファイルズ（コッタ・ルスケ）
- 映画 フレッシュプリキュア! おもちゃの国は秘密がいっぱい!?（ルーレット伯爵）
- 仏陀再誕-The REBIRTH of BUDDHA（荒井東作）
- ONE PIECE FILM STRONG WORLD（スカーレット）

2010年
- 宇宙ショーへようこそ（ゴーバ）

2012年
- しらんぷり（屋台のおじさん）
- 神秘の法（シータの父）

2013年
- 劇場版 トリコ 美食神の超食宝（与作）

2014年
- BUDDHA2 手塚治虫のブッダ -終わりなき旅-

2015年
- UFO学園の秘密（用務員 丸井）

2016年
- キングスグレイブ ファイナルファンタジーXV（クレイラス・アミシティア）

2018年
- 劇場版 はいからさんが通る 後編 〜花の東京大ロマン〜（花村少佐）
- 交響詩篇エウレカセブン ハイエボリューション（2018年 - 2021年、グレッグ・ベア・イーガン） - 2作品
- ドラゴンボール超 ブロリー（ベジータ王）

2019年
- クレヨンしんちゃん 新婚旅行ハリケーン 〜失われたひろし〜（グレートピッケル）

2021年
- 宇宙の法-エローヒム編-（スタンリーマン）

2023年
- 金の国 水の国（ラスタバン三世）
- 劇場版 SPY×FAMILY CODE: White（スナイデル）

2024年
- 名探偵コナン 100万ドルの五稜星（ブライアン・D・カドクラ）

2025年
- ベルサイユのばら（レニエ・ド・ジャルジェ）

### OVA
1985年
- ダーティペアの大勝負 ノーランディアの謎（コルジス）
- ドリームハンター麗夢（大魔王）
- NORA（局長）
- ホワッツマイケル
- メガゾーン23（夢叶影弦）
- 夢次元ハンターファンドラ（ギャラム）
- ラブ・ポジション ハレー伝説（安居吾洋）

1986年
- アイ・シティ（イー）
- 機甲界ガリアン 大地の章（審問官A）
- 湘南爆走族（真紫準）
- 装鬼兵M.D.ガイスト（ギスタ）
- 装甲騎兵ボトムズ ビッグバトル（ジャン・ポール・ロッチナ）
- 戦え!超ロボット生命体トランスフォーマー スクランブルシティ発動編（ウルトラマグナス）
- デルパワーX 爆発みらくる元気!!（ニック・ジャガー）
- ルーツ・サーチ 食心物体X（ノーマン）
- ゲバゲバ笑タイム!（ゲバゲバおじさん）

1987年
- 禁断の黙示録 クリスタル・トライアングル（大人）
- TWD EXPRESS ROLLING TAKEOFF（ガレオ）
- 夢幻紳士 冒険活劇編（アルカード）

1988年
- Crying フリーマン（ドン・カルレオーネ）
- ドミニオン（スケルトン隊長）
- 魔界都市〈新宿〉（十六夜弦一郎）
- ワット・ポーとぼくらのお話（タルモ）

1989年
- 強殖装甲ガイバー（ガスター）
- 風魔の小次郎（黒獅子）
- ヤンキー烈風隊（東堂力也）
- 妖魔（甲賀者2）

1990年
- 電脳都市OEDO808（城山一佐）
- 魔獣戦線（バルビア博士）
- 緑山高校 甲子園編（黒谷三郎）

1991年
- 一本包丁満太郎（ボンゴ料理長）
- 3×3 EYES（スティーブ龍）
- ジャングルウォーズ（ヘビ王）
- 創竜伝（剣士）
- 超幕末少年世紀タカマル（大天狗太郎坊）
- 星くずパラダイス（セバスチャン）
- 魔獣戦士ルナ・ヴァルガー（バト・ロビス）

1992年
- 機神兵団（Mr.キャッツバーグ）
- 銀河英雄伝説（ド・ヴィリエ大主教）
- 幻想叙譚エルシア（ガナック）
- 新・超幕末少年世紀タカマル（1992年 - 1993年、大天狗太郎坊）
- ねこひきのオルオラネ（オルオラネ）

1993年
- 紺碧の艦隊（高杉英作）
- 砂の薔薇 雪の黙示録（ハイネケン中佐）

1994年
- 装甲騎兵ボトムズ 赫奕たる異端（ジャン・ポール・ロッチナ）
- マクロスプラス（レイモンド・マーリー）
- ようちえん戦隊げんきっず（怪人ボス、オヤジくん 他）

1995年
- SMガールズ セイバーマリオネットR（ヴィレイ）

1996年
- 元祖 爆れつハンター（ナレーション）
- 機動戦士ガンダム 第08MS小隊（ギレン）
- スレイヤーズすぺしゃる（ラガン）
- ファイアーエムブレム 紋章の謎（吟遊詩人）
- BLUE SEED2（アメリカ大統領）

1998年
- MASTERキートン（レオン・ハニハ）

1999年
- 最遊記（ナレーション）
- バブルガムクライシス TOKYO 2040（モトスレイブ）

2004年
- 機動戦士ガンダム MS IGLOO（ギレン・ザビ）
- 新ゲッターロボ（持国天）
- 大YAMATO零号（2004年 - 2007年、ムーア副艦長）

2005年
- ファイナルファンタジーVII アドベントチルドレン（リーブ）

2007年
- GUNDAM EVOLVE../15 RX-78 / MAN-03 BRAW-BRO（ギレン・ザビ）
- 装甲騎兵ボトムズ ペールゼン・ファイルズ（コッタ・ルスケ、ナレーション）

2008年
- METAL GEAR SOLID 2 BANDE DESSINEE（マクドネル・ミラー / リキッド・スネーク）

2010年
- ムダヅモ無き改革 -The Legend of KOIZUMI-（コ主席）
- 装甲騎兵ボトムズ 幻影篇（ナレーション、ジャン・ポール・ロッチナ）

2011年
- 英雄伝説 空の軌跡 THE ANIMATION（ナレーション、ドルン・カプア）
- 日常「日常の0話」（ナレーション）
- マジンカイザーSKL（ガラン） - 2010年劇場先行公開

2012年
- 史上最強の弟子ケンイチ（李天門）※単行本47巻の特別版に付属

2015年
- 機動戦士ガンダム THE ORIGIN（2015年 - 2018年、ギレン・ザビ） - 2019年に再編集作品『THE ORIGIN 前夜 赤い彗星』テレビ放送

2019年
- ゴールデンカムイ（若山輝一郎） - コミックス第19巻アニメDVD同梱版

### Webアニメ
- ルパン三世VSキャッツ・アイ[149]（2023年、ミケール・ハインツ、ベルガー〈偽〉）

### ゲーム
1989年
- イースI・II（魔の元凶・ダーム、ナレーション）
- 天外魔境 ZIRIA（信玄、江戸のショーグン）
- レッドアラート（ガルシア博士）

1990年
- アヴェンジャー（ナレーション）
- スーパーアルバトロス（浦野英造）
- らんま1/2 打倒、元祖無差別格闘流!（シャンプーの父）

1991年
- イースIII（ガルバラン、ナレーション）※PCエンジン版
- エフェラ アンド ジリオラ ジ・エンブレム フロム ダークネス（セルディオン男爵、魔界の魔王）
- ドラゴンスレイヤー英雄伝説（ナレーション、アグニージャ）※PCエンジン版
- マジカルサウルスツアー（ナレーション）
- レディファントム（エリオッチ）

1992年
- サーク I・II（ウエービス国王）
- スターパロジャー（ナレーション 他）
- 天外魔境II 卍MARU（キバ王、死神将軍、毒針法師、百貫丸、大霊院女彦）
- 精霊神世紀 フェイエリア（ナレーション）
- ドラゴンスレイヤー 英雄伝説II（テクニカのマスター、ナレーション）※PCエンジン版
- ドラゴンナイトII（バーン）※PCエンジン版
- BABEL（ヘンケル、デュノクレス教皇）

1993年
- 蒼き狼と白き牝鹿・元朝秘史（オルド画面の国王の音声）※メガCD版およびPS版
- アネット再び（バージリス）
- イースIV The Dawn of Ys（ダーム、物言う石）
- ヴェインドリームII（カル伯爵）
- 聖魔伝説3×3EYES（スティーブ龍）
- ラングリッサー 〜光輝の末裔〜（ヴォルコフ、ナレーター）

1994年
- サークIII（サーク・ソード）
- 鉄拳（ジャック、プロトタイプ・ジャック、巌竜、三島平八）
- ドラゴンナイトIII（バーン）※PCエンジン版
- プリンセス・ミネルバ（ナレーション、ウィスラー国王）※PCエンジン版

1995年
- SPACE GRIFFON VF-9（ラウツェン）
- スタークルーザー2（オープニングナレーション〈FM-TOWNS / PC-9821版〉）
- 鉄拳2（ジャック-2、プロトタイプ・ジャック）
- 北斗の拳（サウザー）
- 負けるな!魔剣道2（マケンポー）

1996年
- アジャイル・ウォーリアー（司令）
- 機動戦士ガンダム ver.2.0（ギレン・ザビ）
- ストリートファイターEX（クラッカージャック）
- フェーダ・リメイク 〜エンブレム・オブ・ジャスティス〜（コバルト・アクセレイセス）
- マジクール

1997年
- グランストリーム伝紀（ナレーター）
- サイバーボッツ（鋼鉄山、Dr.シュタイン）
- スーパーロボット大戦F（マフ・マクトミン）
- ストリートファイターEX plus（クラッカー・ジャック）
- ストリートファイターEX plus α（クラッカー・ジャック）
- スペクトラルフォース（ジャネス、ガイザン）
- トバル2（ドクターV）
- ドラゴンマスターシルク（魔神ゴード）
- ネクストキング 恋の千年王国（セルリアック）
- フェーダ2（ナレーション、ブラッドレー）

1998年
- SDガンダム GGENERATION（1998年 - 2025年、ギレン・ザビ、『GENESIS』ナレーション） - 13作品
- 機動戦士ガンダム ギレンの野望（ギレン・ザビ）
- スーパーロボット大戦F完結編（ギレン・ザビ、ダミド・ペッチ、マフ・マクトミン）
- ストリートファイターEX2（クラッカー・ジャック）
- 装甲騎兵ボトムズ ウド・クメン編（ロッチナ）
- ソウルキャリバー（アスタロス）
- にじいろトゥインクル 〜ぐるぐる大作戦〜（オウキ）
- パイロットになろう!（マーク・ウィリアムズ教官）
- ボンバーマンウォーズ（ボンバーキング、ボンバージャイアント、ボンバームサシ、ボンバーパラディン、ファイアーボンバー）
- ボンバーマンワールド（ファイアーボンバー）
- METAL GEAR SOLID（リキッド・スネーク）

1999年
- コブラ ギャラクシーナイツ（奴隷商人ザール）
- スーパーロボット大戦コンプリートボックス（ギレン・ザビ）
- ストリートファイターEX2 PLUS（クラッカー・ジャック）
- 鉄拳タッグトーナメント（プロトタイプ・ジャック）
- ラーメン橋（寿秀蔵）

2000年
- ガイアマスター（ゴライアス）
- 機動戦士ガンダム（ギレン・ザビ）
- 機動戦士ガンダム ギレンの野望 ジオンの系譜（ギレン・ザビ）
- サンライズ英雄譚R（ギレン・ザビ）
- スーパーロボット大戦α（ギレン・ザビ）
- ストリートファイターEX3（ジャック）
- DEAD OR ALIVE 2（バイマン）※DC版
- 北斗の拳 世紀末救世主伝説（サウザー）
- 免許をとろう（誉田真純）

2001年
- アイシア（ヴァムール）
- スーパーロボット大戦α for Dreamcast（ギレン・ザビ）
- スーパーロボット大戦α外伝（ティンプ・シャローン、ファットマン・ビッグ）
- パイロットになろう!2（マーク・ウィリアムズ教官）
- 松本零士999 〜Story of Galaxy Express 999〜（ナレーション）
- METAL GEAR SOLID 2 SONS OF LIBERTY（リキッド・スネーク）
- 免許をとろうDX 2001年度版（誉田真澄）
- ONE PIECE とびだせ海賊団!（モーガン）

2002年
- 機動戦士ガンダム ギレンの野望 ジオン独立戦争記（ギレン・ザビ）
- キングダム ハーツ（クレイトン）
- 三國志戦記（曹操）
- スーパーロボット大戦IMPACT（科学長官ズリル、コマンダー・ネロス）
- スター・ウォーズ ローグ スコードロン II（ダース・ベイダー）
- DEAD OR ALIVE 3（バイマン）

2003年
- 機動戦士ガンダム めぐりあい宇宙（ギレン・ザビ）
- サモンナイト3（ゲンジ）
- SUNRISE WORLD WAR Fromサンライズ英雄譚（マクトミン、ティンブ、ロッチナ、佐津田刑事、チコ、アラゴ）
- スター・ウォーズ ローグ スコードロン III（ダース・ベイダー）

2004年
- 宇宙戦艦ヤマト イスカンダルへの追憶（聖総統スカルダート）
- ガングレイヴO.D.（ゼル・コンドルブレイブ）
- スーパーロボット大戦MX（科学長官ズリル）
- スーパーロボット大戦GC / XO（2004年 - 2006年、ギレン・ザビ、マフ・マクトミン） - 2作品
- DIGITAL DEVIL SAGA アバタール・チューナー（バロン・オメガ、ベック大佐〈テレンス・E・ベック〉）
- DEAD OR ALIVE ULTIMATE（バイマン）
- NINJA GAIDEN（ムライ）
- METAL GEAR SOLID 3 SNAKE EATER（ゼロ少佐）
- 勝負師伝説 哲也 DIGEST（春木）

2005年
- 宇宙戦艦ヤマト 暗黒星団帝国の逆襲（聖総統スカルダート、グロータス）
- 宇宙戦艦ヤマト 二重銀河の崩壊（聖総統スカルダート）
- ウルトラマン Fighting Evolution Rebirth（ナレーター）
- エバークエスト2日本語版（チュートリアルナレーター）
- 魁!!男塾（J）
- シャドウハーツ・フロム・ザ・ニューワールド（フランク・ゴールドフィンガー）
- シャドウ・ザ・ヘッジホッグ（GUNの司令官）
- スーパーロボット大戦MX ポータブル（科学長官ズリル）
- 聖闘士星矢 聖域十二宮編（カシオス）
- 第3次スーパーロボット大戦α 終焉の銀河へ（ダミド・ペッチ）
- DIGITAL DEVIL SAGA アバタール・チューナー2（バロン・オメガ、ベック大佐〈テレンス・E・ベック〉）
- DEAD OR ALIVE 4（バイマン）
- ふしぎの海のナディア〜Inherit the Bluewater〜（レッドノア）
- FRONT MISSION5 Scars of the War（モーガン・ベルナルド）
- 北斗の拳（サウザー）

2006年
- アルトネリコ 世界の終わりで詩い続ける少女（レアード・バルセルト）
- エースコンバット・ゼロ ザ・ベルカン・ウォー（ウスティオ空軍AWACSイーグルアイオペレーター）
- ダージュ オブ ケルベロス ファイナルファンタジーVII（リーブ・トゥエスティ）
- ダージュ オブ ケルベロス ロスト エピソード ファイナルファンタジーVII（リーブ・トゥエスティ）
- 天外魔境 ZIRIA〜遥かなるジパング〜（信玄）
- みんなで鍛える全脳トレーニング（バーンズ軍曹）
- METAL GEAR SOLID BANDEE DESSINEE（マクドネル・ミラー、リキッド・スネーク）
- METAL GEAR SOLID PORTABLE OPS（ゼロ少佐）

2007年
- アルトネリコ2 世界に響く少女たちの創造詩（ドクター・ラウドネス）
- ドラゴンボールZ スパーキング! メテオ（ベジータ王）
- 百獣大戦アニマルカイザー（ナレーション）
- ファイナルファンタジーIV（フースーヤ、クルーヤ）※DS版
- 北斗の拳 〜審判の双蒼星 拳豪列伝〜（サウザー）
- METAL GEAR SOLID PORTABLE OPS+（ゼロ少佐）
- ロックマンゼクス アドベント（バイフロスト）

2008年
- 機動戦士ガンダム ギレンの野望 アクシズの脅威（ギレン・ザビ）
- スーパーロボット大戦A PORTABLE（科学長官ズリル）
- スーパーロボット大戦Z（ティンプ・シャローン、ファットマン・ビッグ、ジャビー）
- ドラゴンボールDS（ギラン）
- ファンタシースターZERO（ダイロン）
- METAL GEAR SOLID 4 GUNS OF PATRIOTS（リキッド・オセロット）
- LUX-PAIN ルクス・ペイン（エドワード・スタイナー）
- WORLD DESTRUCTION 導かれし意思（蒼水王）

2009年
- 機動戦士ガンダム ギレンの野望 アクシズの脅威V（ギレン・ザビ）
- ドラゴンボール 天下一大冒険（シルバー大佐、ボラ）
- 無限航路（ヴァランタイン）

2010年
- アルトネリコ3 世界終焉の引鉄は少女の詩が弾く（ナレーター）
- イース -フェルガナの誓い-（ガルバラン、ナレーション）※PlayStation Portable版
- エストポリス（ディオス）
- 機動戦士ガンダム エクストリームバーサス（2010年 - 2016年、ギレン・ザビ） - 3作品
- キャッスルヴァニア ロード オブ シャドウ（コーネル）
- 戦場のヴァルキュリア2 ガリア王立士官学校（ギルベルト・ガッセナール）
- ドラゴンボールDS2 突撃!レッドリボン軍（シルバー大佐、ボラ）
- HEAVY RAIN 心の軋むとき（スコット・シェルビー）
- ラストランカー（ゼブリラ）

2011年
- 機動戦士ガンダム オンライン（ギレン）
- 聖闘士星矢戦記（カシオス）
- 第2次スーパーロボット大戦Z 破界篇 / 再世篇（2011年 - 2012年、ファットマン・ビッグ、ティンプ・シャローン） - 2作品
- テイルズ オブ エクシリア（ディラック・マティス）
- DEAD OR ALIVE Dimensions（バイマン）
- 魔人と失われた王国（魔人）
- ONE PIECE ワンピーベリーマッチIC（モーガン）

2012年
- スーパーロボット大戦OGサーガ 魔装機神 THE LORD OF ELEMENTAL（ゴクー、ルオゾール・ゾラン・ロイエル）
- スーパーロボット大戦OGサーガ 魔装機神II REVELATION OF EVIL GOD（ゴクー、ブラッドロイ・ザン・ベリファイト）
- DEAD OR ALIVE 5（バイマン）
- テイルズ オブ エクシリア2（ディラック・マティス）
- デビルサマナー ソウルハッカーズ（ヴィクトル）
- DEMONS' SCORE（サタン）
- ドラゴンボールヒーローズ（2012年 - 、アモンド） - 5作品
- バイオハザード リベレーションズ（モルガン・ランズディール）
- 魔法少女まどか☆マギカ ポータブル（杏子の父）
- ワンピース ROMANCE DAWN 冒険の夜明け（モーガン）

2013年
- 運命の洞窟 THE CAVE（洞窟の意志）
- 月英学園 -kou-
- スーパーロボット大戦OGサーガ 魔装機神III PRIDE OF JUSTICE（ゴクー、ブラッドロイ・ザン・ベリファイト）
- スーパーロボット大戦Operation Extend（ギレン・ザビ）
- スーパーロボット大戦UX（ガラン）
- 聖闘士星矢 ブレイブ・ソルジャーズ（カシオス）
- DEAD OR ALIVE 5 ULTIMATE（バイマン）
- トリコ グルメガバトル!（与作）

2014年
- 金色のコルダ3 AnotherSky feat.神南（東金源一）
- クレヨンしんちゃん 嵐を呼ぶ カスカベ映画スターズ!（アセ・ダク・ダーク）
- 魁!!男塾 〜日本よ、これが男である!〜（J）
- JKヴァンパイア 〜運命のフェスタ〜（ジャイバット）
- スーパーロボット大戦OGサーガ 魔装機神F COFFIN OF THE END（ゴクー）
- ヒーローバンク（銭念）
- ヒーローバンク2（銭念）
- ファンタシースター ノヴァ（マグナス）
- ONE PIECE ワンピースキングス（モーガン）

2015年
- DEAD OR ALIVE 5 LAST ROUND（バイマン）
- ドラゴンクエストヒーローズ 闇竜と世界樹の城（ディルク）
- ワンピース 海賊無双3（モーガン）
- 英雄伝説 空の軌跡 FC Evolution（ドルン）
- ケイオスドラゴン 混沌戦争（ゲルバン一世）
- 戦の海賊（バルフォア）
- METAL GEAR SOLID V: THE PHANTOM PAIN（ゼロ）
- 聖闘士星矢 ソルジャーズ・ソウル（カシオス）
- ジョジョの奇妙な冒険 アイズオブヘブン（ダニエル・J・ダービー）
- グランブルーファンタジー（2015年 - 2023年、オクトー）

2016年
- 百花百狼 〜戦国忍法帖〜
- 白猫プロジェクト（アイザック＝ネテロ）
- ドラゴンクエストヒーローズII 双子の王と予言の終わり（ディルク）

2017年
- ファイアーエムブレム Echoes もうひとりの英雄王（ドーマ、ナレーター）
- ガンダムバーサス（ギレン・ザビ）
- ファンタシースターオンライン2（シュレッガー＝ヴェルン）

2018年
- 銀魂乱舞（鳳仙）
- 機動戦士ガンダム エクストリームバーサス2（2018年 - 2025年、ギレン・ザビ） - 4作品

2019年
- ファイアーエムブレム ヒーローズ（ドーマ）
- DEAD OR ALIVE 6（バイマン）
- スーパードラゴンボールヒーローズ ワールドミッション（アモンド）
- ＃コンパス 戦闘摂理解析システム（トマス）
- スーパーカービィハンターズ（アナザーナイトメア）
- ガンダムネットワーク大戦（ギレン・ザビ）
- ブレイドエクスロード（エンド）
- モンスターストライク（2019年 - 2024年、ネテロ会長、ギレン・ザビ）
- ジョジョの奇妙な冒険 ラストサバイバー（ダニエル・J・ダービー）
- HUNTER×HUNTER グリードアドベンチャー（アイザック＝ネテロ）

2020年
- ドラゴンクエスト ライバルズ（地獄の帝王エスターク）
- ファイナルファンタジーVII リメイク（リーブ・トゥエスティ）
- ジョジョのピタパタポップ（ダニエル・J・ダービー）
- 東京放課後サモナーズ（イツァムナー）

2021年
- D_CIDE TRAUMEREI（大寝屋周慈）
- スーパーロボット大戦30（マフ・マクトミン）

2022年
- ライブアライブ（オディ・オブライト）
- ソウルハッカーズ2（ヴィクトル）
- ジョジョの奇妙な冒険 オールスターバトルR（ダニエル・J・ダービー）
- ポーカーチェイス（利根川幸雄）

2023年
- ドラゴンボールZ カカロット（トオロ）

2024年
- ファイナルファンタジーVII リバース（リーブ・トゥエスティ)
- ライドカメンズ（首領）
- ファミコン探偵倶楽部 笑み男
- メタファー：リファンタジオ（ユトロダイウス5世）

2025年
- 魔法少女まどか☆マギカ Magia Exedra（杏子の父） - ライブラリ出演
- RAIDOU Remastered: 超力兵団奇譚（Dr.ヴィクトル）

### ドラマCD
- あにゃまる探偵 キルミンずぅ ドラマ&キャラソンCD（ナレーション）
- イース関連シリーズ
  - イース&空の軌跡vs.ヴァン・ジョー（イースvs.空の軌跡 オルタナティブ・サーガドラマCD同梱版）（ダーム、ガルバラン、アグニージャ、ギャラクシー・ヴァン・ジョー、ナレーション）
  - イースI 〜失われし古代王国〜（ナレーション）
  - イースII 〜天空の失楽園〜（ダーム）
  - イースVIIプロローグ ドラマCD 〜綴られざる冒険譚〜（Ys SEVEN初回限定版付録）（ラドック、ナレーション）
  - イースドラマCD 異説 〜もう一つのフェルガナ冒険記〜（PSP版イース -フェルガナの誓い-限定ドラマCD同梱版）（ナレーション、ガルバラン）
- インフェリウス惑星戦史外伝 CONDITION GREEN（シュターデン）
- m-floアルバム Award SuperNova -Loves Best-（M-05「Chapter 5」・M-09「Chapter 9」ナレーション）
- オーディオRPG 超龍戦記ザウロスナイト（ナレーション）
- オジサマ専科 Vol.4 Family Business〜危険な捜査線〜（但馬芳史）
- 風の大陸 CDシネマ1 邂逅編 上（ケイローン）
- 集英社カセットコミックシリーズ 魁!!男塾2 死闘!冥凰島決勝トーナメント（阿們）
- ザ・キング・オブ・ファイターズ'94（ルガール・バーンシュタイン）
- CDシアター ドラゴンクエストII（ハーゴン、シドー）
- CDドラマコレクションズ 三國志（曹操孟徳）
- シャーロック・ホームズシリーズ：ボヘミアの醜聞（ボヘミア国王）
- シグルイ原作「がま剣法」朗読CD（朗読）※『チャンピオンRED』2009年10月号付録
- 新・超幕末少年世紀タカマルCD劇場 めもりあるボックス 〜我ら熱風少年〜（大天狗太郎坊）
- ストリートファイターII 春麗飛翔伝説（ベガ）
- ストリートファイターII 復讐の戦士（ベガ）
- デビルサマナー 葛葉ライドウ 対 隻眼化神 前・後編（ヴィクトル）
- ドラマCD 終わりのクロニクル（ジークフリート・ゾーンブルク）
- ドラマCD ガン×ソード バラエティ・アルバム「いつだって波乱ヴァン丈」（ナレーション、ヴァンジョー）
- ドラマCD 幻想水滸伝 Vol.1・2（バルバロッサ）
- ドラマCD 秘密 ―トップ・シークレット―（岡部）
- ドラマCD パンツァーポリス -ようこそ機甲都市伯林へ!-（パウル・ワーグナー）
- 忍法ドラマCD ニニンがシノブ伝（デビル）
- 爆竜戦隊アバレンジャー「ダイノアーススペシャル!伝説の腕輪と五つのアバレスピリッツ」（爆竜ブラキオサウルス）
- 吸血鬼ハンターD 北海魔行I -北の海へ-（ギリガン）
- 紅屋25時〜メインディッシュはミステリー〜 シリーズ
- 星くずパラダイス（セバスチャン）
- まおゆう魔王勇者（執事）

### 吹き替え

#### 担当俳優
アーニー・ハドソン
- ゴーストバスターズ（ウィンストン・ゼドモア）※フジテレビ版
- デンジャラス・ビューティー（ハリー・マクドナルド）※日本テレビ版
- デンジャラス・ビューティー2（ハリー・マクドナルド）※日本テレビ版（追加収録部分）
- 特攻野郎Aチーム シーズン2 #6（キャル・フリーマン）

アルフレッド・モリーナ
- オリエント急行殺人事件 〜死の片道切符〜（エルキュール・ポワロ）
- スパイダーマンシリーズ（オットー・オクタビアス / ドクター・オクトパス）
  - スパイダーマン2
  - スパイダーマン:ノー・ウェイ・ホーム

ヴィング・レイムス
- 救命士（マーカス）
- デンジャラス・グラウンド（ムキ）
- M:i:III（ルーサー・スティッケル）※フジテレビ版

キース・デイヴィッド
- アルマゲドン（キムジー将軍）※フジテレビ版
- クイック&デッド（クレイ・カントレル）※テレビ朝日版
- 死の標的（マックス）※テレビ朝日版
- ドク・ソルジャー/白い戦場（ルーサー・ジェローム）※ソフト版

クランシー・ブラウン
- 守護神（ウィリアム・ハドレー）
- ショーシャンクの空に（バイロン・ハドレー）※TBS版
- リトル・マーメイドII Return to The Sea（アンダートゥ）

ジェラール・ドパルデュー
- あるいは裏切りという名の犬（ドニ・クラン）
- 仮面の男（ポルトス）
- ザ・マシーン/私のなかの殺人者（マルク）
- ミッション・クレオパトラ（オベリックス）

スティーヴン・フライ
- シャーロック・ホームズ シャドウ ゲーム（マイクロフト・ホームズ）
- ホビット 竜に奪われた王国（湖の町の統領）
- ホビット 決戦のゆくえ（湖の町の統領）

デルロイ・リンドー
- ザ・コア（ブラズ）※テレビ朝日版
- 普通じゃない（ジャクソン）※ソフト版
- ブロークン・アロー（マックス・ウィルキンス大佐）※日本テレビ版
- ロミオ・マスト・ダイ（アイザック・オデイ）※ソフト版

ピーター・フォーク
- 刑事コロンボ（コロンボ警部）※完全版追加収録部分
  - 新・刑事コロンボ ※WOWOW版
    - 復讐を抱いて眠れ
    - 奪われた旋律
    - 虚飾のオープニング・ナイト

- ビッグ・ダディ（テレビのコロンボ）

マイケル・クラーク・ダンカン
- グリーンマイル（ジョン・コーフィー）※フジテレビ版
- CSI:ニューヨーク #22（クイン・サリヴァン）
- シン・シティ（マヌート）
- スコーピオン・キング（バルザバール）
- スポット（マードック）

マイケル・ドーン
- スタートレックシリーズ（ウォーフ）
  - 新スタートレック/スタートレック:ディープ・スペース・ナイン
  - スタートレック ジェネレーションズ
  - スタートレック ファーストコンタクト
  - スタートレック 叛乱
  - スタートレック ネメシス

- テッド2（リック）

ローレンス・フィッシュバーン
- CSIシリーズ（レイモンド・ラングストン）
  - CSI:科学捜査班
  - CSI:マイアミ8 #7
  - CSI:ニューヨーク6 #7

- ディープ・アンダーカバー（アーチ・グリーン / “ジギー”）
- ヒルストリート・ブルース シーズン6 #20（モーリス・ヘインズ）

#### 映画（吹き替え）
- アート・オブ・ウォー（カペラ〈モーリー・チェイキン〉）※テレビ東京版
- アンダーカバー・じーさん（グランパ〈ジェームズ・カーン〉）
- イースターラビットのキャンディ工場（イービーの父〈ヒュー・ローリー〉）
- 移動都市/モータル・エンジン（マグナス・クローム〈パトリック・マラハイド〉[186]）
- インディ・ジョーンズ/最後の聖戦（ヘンリー・ジョーンズ教授〈ショーン・コネリー〉）※WOWOW版
- ヴァン・ヘルシング（フランケンシュタイン）※テレビ朝日版
- ウィロー（ケール将軍〈パット・ローチ〉）※TBS版
- 宇宙少女ゼノン（エドワード・プランク司令官）
- A.I.（テディ〈ジャック・エンジェル〉）※TBS版
- エイリアン・コップ（ギャング2[187]）
- エニイ・ギブン・サンデー（シャーク〈ローレンス・テイラー〉）※日本テレビ版
- エンドゲーム（ウィリー・エスタライゼ教授〈ウィリアム・ハート〉）
- OK牧場の決斗（エド・ベイリー〈リー・ヴァン・クリーフ〉）※テレビ朝日新録版
- オーシャンズシリーズ（フランク・キャットン〈バーニー・マック〉）
  - オーシャンズ11 ※フジテレビ版
  - オーシャンズ12 ※日本テレビ版
  - オーシャンズ13 ※フジテレビ版
- 風と共に去りぬ（ビッグ・サム〈エバレット・ブラウン〉）※日本テレビ新録版
- 風とライオン（セオドア・ルーズヴェルト〈ブライアン・キース〉）※ソフト版
- キャット・チェイサー（ジョージ〈ピーター・ウェラー〉）※テレビ東京版
- 銀河伝説クルール
- クライシス2050（ボーグ〈ドリアン・ヘアウッド〉）※日本テレビ版
- クライム・アンド・パニッシュメント（フレッド・スコルニック〈マイケル・アイアンサイド〉）
- クライング フリーマン（島崎秋堂〈マコ岩松〉）
- ゲット・ショーティ（レイ・“ボーンズ”・バルボーニ〈デニス・ファリーナ〉）
- 恋するベーカリー（アダム〈スティーヴ・マーティン〉）
- 恋のクリスマス大作戦（ハインリッヒ〈ウド・キア〉）
- 荒野の七人（ハリー・ラック〈ブラッド・デクスター〉）※スターチャンネル版
- GODZILLA（フィリップ・ローシェ〈ジャン・レノ〉）※日本テレビ版[13]
- ゴッドファーザー（バージル・ソロッツォ〈アルフレッド・レッティエリ〉）※DVD版
- 今宵、フィッツジェラルド劇場で（ギャリソン・キーラー）
- ゴリラ（マーク・カミンスキー〈アーノルド・シュワルツェネッガー〉[188]）※TBS版
- 殺しのドレス（ロバート・エリオット〈マイケル・ケイン〉）※ソフト版
- 西遊記リローデッド（お釈迦様）
- サザン・コンフォート/ブラボー小隊 恐怖の脱出（ボウデン）※毎日放送版
- ザ・ダイバー/炎の脱出（クレイ〈トニー・バートン〉）
- ザ・チェイス（アリ・ジョセフソン〈マーシャル・ベル〉）※テレビ朝日版
- サハラに舞う羽根（アブー・ファトマ〈ジャイモン・フンスー〉）※テレビ東京版
- サルサ/灼熱のふたり（オルランド）
- ジグソウ:ソウ・レガシー（ジグソウ / ジョン・クレイマー〈トビン・ベル〉[189]）
- 死亡遊戯（ハキム〈カリーム・アブドゥル＝ジャバー〉）
- ジャッキー・チェンの醒拳（天鬼[190]）※劇場公開版
- シャドーチェイサー/地獄の殺戮アンドロイド（ダシルヴァ〈マーティン・コーヴ〉）
- ジャンパー（ローランド・コックス〈サミュエル・L・ジャクソン〉）※テレビ朝日版
- ジョーズ2（ラリー・ボーン市長〈マーレイ・ハミルトン〉[191]）※BSテレ東版
- ジョニー・デスティニー（トレト〈ジェームズ・ベルーシ〉）
- 新アンタッチャブル/カポネ・暗黒街の抗争（アル・カポネ〈レイ・シャーキー〉）
- シン・シティ 復讐の女神（マヌート〈デニス・ヘイスバート〉）
- スーパーマン（レックス・ルーサー〈ジーン・ハックマン〉）※テレビ朝日新緑版
- 推定無罪（レイモンド・ホーガン〈ブライアン・デネヒー〉）※テレビ朝日版（追加収録部分）
- スタークリスタル（カイラ〈リチャード・モール〉）
- スチュアート・リトル（クレンショーおじさん〈ジェフリー・ジョーンズ〉）※ソフト版
- スティール/鋼鉄の救世主（ジョン・ヘンリー・アイアンズ〈シャキール・オニール〉）
- ストーミー・マンディ（コズモ〈トミー・リー・ジョーンズ）
- スピード（ハーブ・マクマホン〈ジョー・モートン〉[192]）※ソフト版
- スペース・エイド（アフィア将軍）
- スモール・ソルジャーズ（チップ・ハザード将軍〈トミー・リー・ジョーンズ〉）※DVD版
- 隻眼の虎（チョン・マンドク〈チェ・ミンシク〉）
- ダーククリスタル（スケクシス族将軍）※BD版
- ダークマン（エディ・ブラック）※VHS版
- 大脱走（ダニー〈チャールズ・ブロンソン〉）※テレビ東京版
- 007シリーズ
  - 007 死ぬのは奴らだ（サメディ男爵〈ジェフリー・ホールダー〉）※TBS新録版
  - 007 ムーンレイカー（ジョーズ〈リチャード・キール〉、チャン〈菅敏郎〉）※TBS版
- ダレン・シャン（デスモンド・タイニー〈マイケル・セルベリス〉）
- ダンス・ウィズ・ウルブズ ※日本テレビ版
- ダンボ（ベイツ〈マイケル・バッファー〉[193]）
- チェーン・リアクション（フォードFBI捜査官〈フレッド・ウォード〉）※テレビ朝日版
- チャック・ノリス in ヘルバウンド/地獄のヒーロー5（フランク・シャッター〈チャック・ノリス〉）※テレビ東京版
- テックス（ポップ・マコーミック）
- TEKKEN -鉄拳-（三島平八〈ケイリー＝ヒロユキ・タガワ〉）
- 鉄拳 Kazuya's Revenge（三島平八〈ケイリー＝ヒロユキ・タガワ〉）
- デッドコースター ファイナル・デスティネーション2（ウィリアム・ブラッドワース〈トニー・トッド〉）※ソフト版
- 鉄ワン・アンダードッグ（ダン・アンガー〈ジェームズ・ベルーシ〉）
- デビル（ジム・ケリー〈ミッチェル・ライアン〉）※ソフト版
- デビルとマックス/悪魔が天使?（マックス・デヴリン〈エリオット・グールド〉）
- デューン/砂の惑星（ナビゲーター）※テレビ朝日版
- 天国からきたチャンピオン 2002（キング〈チャズ・パルミンテリ〉）
- 逃亡者（フレデリック・サイクス〈アンドレアス・カツーラス〉）※テレビ朝日版
- トゥルー・ロマンス（ヴァージル〈ジェームズ・ガンドルフィーニ〉）※テレビ東京版
- トム・クランシー 米国危機管理局OPセンター（ロジャース〈カール・ウェザース〉）※テレビ東京版
- ドラグネット 正義一直線（ジョー・フライデー〈ダン・エイクロイド〉[194]）※機内上映版
- ドラゴンハート（ブロクー〈ブライアン・トンプソン〉）※ソフト版
- トランスフォーマー/リベンジ（古代のプライム）
- トリプルX ネクスト・レベル（アウグストゥス・ギボンズ〈サミュエル・L・ジャクソン〉[195]）※テレビ朝日版
- 9デイズ（オークス〈アンソニー・ホプキンス〉）※フジテレビ版
- ニック・オブ・タイム（ヒューイ〈チャールズ・S・ダットン〉）※ソフト版
- ノーマンズ・ランド（マルコム〈ビル・デューク〉）※テレビ朝日版
- バグダッドの盗賊（ジーニー）
- 白熱（ハーヴェイ）
- 裸の銃を持つ男PART33 1/3 最後の侮辱（ノードバーグ〈O・J・シンプソン〉）※ソフト版
- ハックフィンの大冒険（ジム〈コートニー・B・ヴァンス〉）
- バッドボーイズ（フーシェ〈チェッキー・カリョ〉）※ソフト版
- ハンテッド（タケダ〈原田芳雄〉）
- ビーグル犬 シャイロ3 -最終章-（レイ・プレストン〈ジェラルド・マクレイニー〉）
- ビッグ・トラブル（パット・グリアーFBI捜査官〈ヘヴィ・D〉）
- ピノッキオ（火喰い親方）
- ファイナル・デスティネーション（ウィリアム・ブラッドワース〈トニー・トッド〉）※ソフト版
- ファミリー・プロット（アーサー・アダムソン〈ウィリアム・ディヴェイン〉）※BD版
- 夫婦の楽園?! エデンへようこそ（マルセル〈ジャン・レノ〉）※Netflix版
- フォートレス（スティッグス〈トム・トールズ〉）※ソフト版
- ブルーサンダー ※フジテレビ版
- ブレイド2（ラインハルト〈ロン・パールマン〉）※テレビ東京版
- ブレックファースト・オブ・チャンピオンズ（ハリー〈ニック・ノルティ〉）
- プレデター（ブレイン・クーパー〈ジェシー・ベンチュラ〉）※フジテレビ版
- プロジェクトA（総督）※WOWOW版
- ベスト・セラーズ（ハリス・ショー〈マイケル・ケイン〉）
- ホーム・アローン（ガス・ポリンスキー〈ジョン・キャンディ〉）※テレビ朝日版
- ホーリーマン（G〈エディ・マーフィ〉）
- ホドロフスキーの虹泥棒（メレアーグラ〈ピーター・オトゥール〉）
- ポリスアカデミー（モーゼス・ハイタワー〈ババ・スミス〉）
- ポリスアカデミー2 全員出動!（モーゼス・ハイタワー〈ババ・スミス〉）
- マーズ・アタック!（バイロン・ウィリアムス〈ジム・ブラウン〉）※テレビ東京版
- マーベル・シネマティック・ユニバース（サノス〈ジョシュ・ブローリン〉）
  - ガーディアンズ・オブ・ギャラクシー
  - アベンジャーズ/エイジ・オブ・ウルトロン
  - アベンジャーズ/インフィニティ・ウォー[196]
  - アベンジャーズ/エンドゲーム[197]
  - ホワット・イフ...?[198]
- マイ・フレンド・メモリー（ケニー・ケイン〈ジェームズ・ガンドルフィーニ〉）
- マキシマム・リスク（イヴァン〈ザック・グルニエ〉）※ソフト版
- マグダレーナ/美しき娼婦（ヤンサ〈フランコ・ネロ〉）
- マジックに魅せられて（プレストン〈ジェフリー・タンバー〉）
- マネークラッシュ（フランキー〈ブルース・ペイン〉）
- 魅せられて（アレックス・パリッシュ〈ジェレミー・アイアンズ〉）
- 未知との遭遇（ワイルドビル）※テレビ朝日新録版
- U.S.ソルジャーズ（カール・トマソン大尉〈トリート・ウィリアムズ〉）
- 48時間（ビリー・ベア〈ソニー・ランダム〉）※テレビ朝日版
- 48時間PART2/帰って来たふたり（マルコム・プライス〈テッド・マークランド〉）※フジテレビ版
- ラスト・ボーイスカウト（シェリー・マーコン〈ノーブル・ウィリンガム〉）※日本テレビ版
- ラブ・オブ・ザ・ゲーム（ビン・スカリー）※テレビ朝日版
- ランスキー アメリカが最も恐れた男（マイヤー・ランスキー〈リチャード・ドレイファス〉）
- ランボー（ジョン・ランボー〈シルヴェスター・スタローン〉）※フジテレビ版
- ランボー/怒りの脱出（ジョン・ランボー〈シルヴェスター・スタローン〉）※フジテレビ版
- リーサル・ウェポン2/炎の約束（殺し屋）※テレビ朝日版
- リコシェ炎の銃弾（ニック・スタイルズ検事補〈デンゼル・ワシントン〉）※VHS版
- ルディ/涙のウイニング・ラン（フォーチュン〈チャールズ・S・ダットン〉）
- ロードキラー（ラスティ・ネイル〈テッド・レヴィン〉）※テレビ東京版
- ロッキー3（リングアナウンサー）※TBS版
- ロビン・フッド（ジョージ代官〈アラン・リックマン〉[199]）※ソフト版

#### ドラマ
- インディ・ジョーンズ/若き日の大冒険（ハインツ）
- エレメンタリー4 ホームズ&ワトソン in NY（トレント・ガービィ〈リチャード・カインド〉）
- 俺がハマーだ!
- 華麗なるペテン師たち4（ディッキー・ブレナン）
- 機甲戦虫紀LEXX（レックス）
- こちらブルームーン探偵社 シーズン2 #9（質屋のオーナー）
- CSI:ニューヨーク（ブリガム・シンクレア〈ミケルティ・ウィリアムソン〉）
- シャーロック・ホームズの冒険 ボール箱（ジム・ブラウナー〈キアラン・ハインズ〉）
- 主任警部モース 森を抜ける道（アラン・ハーディング）
- 小公女（クルー大尉）
- 私立探偵マグナム シーズン2 #8（バーテンダー）
- 死霊伝説 セーラムズ・ロット（マット・バーク〈アンドレ・ブラウアー〉）
- 新アウターリミッツ シーズン2 #13（ジェイク・ハート）
- 新・ヒッチコック劇場 シーズン1 #7（ニック）
- 超音速攻撃ヘリ エアーウルフ（“アークエンジェル”マイケル・コールドスミス・ブリッグス3世〈アレックス・コード〉）※追加収録部分
  - シーズン3 #21（モーリス・ケンプ）
- ツイン・ピークス（ハリー・S・トルーマン〈マイケル・オントキーン〉）
- デスパレートな妻たち シーズン3（イアン〈ダグレイ・スコット〉）
- 特捜刑事マイアミ・バイス
  - シーズン1 #1（エディ・リヴェラ〈ジミー・スミッツ〉）、#9（ビリー・ジョー・ヒギンズ）、#17（ホセ・ルイズ〈ペドロ・デ・プール〉）
  - シーズン2 #2（ラモン・モランデス）、#18（マット・ファーガソン〈バーナード・キング〉）、#20（マヌエル・ゲレロ）
  - シーズン3 #2（オハラ）、#7（ロイヤルホテルのマネージャー）、#10（デュアン〈カール・ジェイ・コーフィールド〉）、#22（トード〈ソニー・ランダム〉）
  - シーズン4 #12（ロハス）
- 特攻野郎Aチーム
  - シーズン1 #5（ソニー・ジェンコ〈シド・ヘイグ〉）
  - シーズン3 #16（ナヴァロ）
  - シーズン4 #5（ディガー）
- バーン・ノーティス 元スパイの逆襲（イワン、アーメッド・ダムール）
- ハリーズ・ロー 裏通り法律事務所（マーティ〈リチャード・カインド〉）
- ヒルストリート・ブルース
  - シーズン1 #14・15（チャーリー・ウィークス〈チャールズ・ハラハン〉）、#15（モンテル・ギルフォード）
  - シーズン2 #16（カーター・リース）
- 冒険野郎マクガイバー シーズン1 #20（カーン）
- 名探偵ポワロ スタイルズ荘の怪事件（アルフレッド・イングルソープ〈マイケル・クローニン〉）
- 名探偵モンク シーズン1 #3、シーズン2 #16（デール・バイダーベック）
- ONE PIECE（モーガン〈ラングレー・カークウッド〉[200]）

#### アニメ
- アトランティス 失われた帝国（ドクター・スウィート）
  - アトランティス 帝国最後の謎（ドクター・スウィート）
- インヴェイジョンUSA（ドラギット）
- X-MEN（テレビ東京版）（オメガレッド）
- オーバン・スターレーサーズ（トロス）
- おさるのジョージ（ベイカー先生）
- おしゃれキャット（トーマス・オマリー）※DVD追加収録版
- グーフィーのステイホーム教室（ナレーター）
- スパイダーマン:アクロス・ザ・スパイダーバース（オットー・オクタビアス / ドクター・オクトパス）
- スポンジ・ボブ/スクエアパンツ ザ・ムービー（ネプチューン王）
- ターザン（クレイトン）
- チップとデールの大作戦（大王）※新吹き替え版
- 電光石火バットマン（ブルース・ウェイン / バットマン）
- トランスフォーマー アニメイテッド（ウルトラマグナス[201]）
- ハウス・オブ・マウス（ゼウス）
- バズ・ライトイヤー（ザーグ[202]）
- バットマン（キラークロック / ウェイロン・ジョーンズ）
- ピノキオ 新しい冒険（大魔王）
- プレーンズ2/ファイアー&レスキュー（スキッパー・レイリー〈2代目〉）※1作目に担当していた石田太郎の後任
- ペット（ポップス[203]）
  - ペット2（ポップス[204]）
- ヘラクレス（ゼウス）
- ポップアップ ミッキー/すてきなクリスマス
- ボス・ベイビー（ウィジー[205]）
  - ボス・ベイビー ファミリー・ミッション（ウィジー[206]）
- マイリトルポニー〜トモダチは魔法〜（チーフサンダーフーブス）
- ミニオンズ（王冠係）
- ルーニー・テューンズ（ドッズワース）

#### 海外人形劇
- サンダーバード 劇場版（管制官）※ビデオ版
- 地球防衛軍テラホークス
- ネビュラ75（モンター卿[207]）
- マペット・ショー（ズート）

### 特撮
1980年
- Xボンバー（ゲルマ魔王の声）

1986年
- 超新星フラッシュマン（レー・バラキの声）

1989年
- 高速戦隊ターボレンジャー（ラキアの声）
  - 劇場版 高速戦隊ターボレンジャー（ラキアの声）

2003年
- 爆竜戦隊アバレンジャー（爆竜ブラキオサウルスの声、所長）
  - 爆竜戦隊アバレンジャー DELUXE アバレサマーはキンキン中!（爆竜ブラキオサウルスの声）
  - 爆竜戦隊アバレンジャースーパービデオ オール爆竜爆笑バトル（爆竜ブラキオサウルスの声）

2004年
- 爆竜戦隊アバレンジャーVSハリケンジャー（爆竜ブラキオサウルスの声）

2005年
- 特捜戦隊デカレンジャーVSアバレンジャー（爆竜ブラキオサウルスの声）

2006年
- 轟轟戦隊ボウケンジャー（幻のゲッコウの声）
  - 轟轟戦隊ボウケンジャー THE MOVIE 最強のプレシャス（幻のゲッコウの声）

2010年
- 侍戦隊シンケンジャーVSゴーオンジャー 銀幕BANG!!（バッチードの声）

2011年
- 海賊戦隊ゴーカイジャー（ババッチードの声）
- 仮面ライダーオーズ/OOO（イカジャガーヤミーの声）

2012年
- 海賊戦隊ゴーカイジャーVS宇宙刑事ギャバン THE MOVIE（幻のゲッコウの声）

2021年
- 機界戦隊ゼンカイジャー（ゼンリョクゼンカイキャノン音声）

2024年
- 爆竜戦隊アバレンジャー 20th 許されざるアバレ（爆竜ブラキオサウルスの声）

### 人形劇
- プリンプリン物語（ムッシュ・ウエマチ）

### ラジオ
- アクア・ファンタジア（JFN、パーソナリティ）
- ラジオドラマ・吸血鬼のおしごと（ツキ）
- NHKサウンド夢工房「天使猫のいる部屋」（サム）
- クリック&デッド NETWAYスイーパーズ（石山雄一）
- ラジオドラマ・エメラルドドラゴン（エメラルドドラゴン）
- 東京REMIX族（コーナーナレーション）
- 司馬遼太郎短篇傑作選（ナレーション）
- 青春アドベンチャー ウォーターマン
- 青春アドベンチャー ごくらくちんみ
- 青春アドベンチャー 火星ダーク・バラード[210]

### ナレーション
- NHK総合
  - ジャパン通リスト
  - クローズアップ現代
- NHK Eテレ
  - NHK高校講座生物
  - わくわくサイエンス（ナレーション）
- NHK BSプレミアム
  - 徹底解明!コロッセオの秘密（2023年5月20日）
- 日本テレビ系列
  - アナタの名字SHOW ※郷里大輔の後任で第2回から担当
  - TOKYOヒットガール
  - キャスター&記者1000人が選んだ!平成ニッポンの瞬間映像30（2018年12月28日）
- TBS系列
  - JNN報道特集
  - たけし・所のドラキュラが狙ってる
  - 明石家さんちゃんねる
  - 中居正広の金曜日のスマイルたちへ
  - クイズ☆タレント名鑑
    - チーム有吉
    - クイズ☆スター名鑑

  - テベ・コンヒーロ
    - あるあるJAPAN

  - クイズ☆正解は一年後
  - クイズ☆アナタの記憶
  - 有吉弘行のドッ喜利王
  - 芸人キャノンボール
  - 「それってどんなヒト?」捜査バラエティ Gメン99
  - 世界衝撃映像100連発 カメラが見た劇的瞬間
  - プレバト!!
  - クレイジージャーニー
  - ニンゲン観察バラエティ モニタリング
    - ワンニャン観察バラエティ アニマリング

  - 有田哲平と高嶋ちさ子の人生イロイロ超会議
  - DREAM MATCH 2020
  - ラヴィット!
- フジテレビ系列
  - FNNスーパーニュース（スーパー特報）
  - FNNスピーク
  - 超潜入!リアルスコープハイパー
  - 地理B
  - 日曜ファミリア 伝説の瞬間発掘ファイル〜アニメ編〜
  - 世界で一番くだらない番組
  - 新しいカギ
- テレビ朝日系列
  - 走れ!GET
  - スーパーJチャンネル（生活情報局）
  - ビートたけしのTVタックル（ナレーション、閻魔大王）※郷里大輔の後任
  - 聞きにくい事を聞く（2015年 - ）
  - ビートたけしの超常現象(秘)Xファイル UFO襲来!?直前スペシャル
  - なにわ男子と一流姉さん
- テレビ東京系列
  - 大人のコンソメ
  - 開運!なんでも鑑定団
    - ありえへん∞世界（2016年11月22日。『鑑定団』との合体SPのため出演）
    - 鑑定団が3倍面白くなる!目からウロコの骨董塾

  - 究極!!にっぽんの職人
  - 決戦!クイズの帝王
  - ぴかぴかマンボ
  - 土曜スペシャル
  - 緊急車両24時
  - 関西で大発見!?○○なのにスゴいんです!（テレビ大阪ローカル、2018年12月15日）
  - ただいま望郷グルメ（2023年12月30日）
- その他
  - 足立美術館・音声ガイド
  - イースIV The Dawn of Ys 新作OVA 予告編
  - えひめモノクロシアター[211]
  - FIGHTING AIRCRAFT DVD COLLECTION
  - 携帯コンテンツ ザ・スターボウ
  - 東京ディズニーランド グランドサーキット・レースウェイ・音声ガイド
  - ビデオ・寸止め海峡（仮題）
  - 歴史科学捜査班（BS11）
  - モテル・カルフォルニア
  - オーディオブック『教団X』[212]

### テレビドラマ
- 金田一少年の事件簿「異人館ホテル殺人事件」（1996年、日本テレビ） - ミステリーナイト「悪魔ノ審判」のナレーション
- MMR未確認飛行物体（1996年、フジテレビ） - ナレーション
- 徳川慶喜（1998年、NHK大河ドラマ） - ラプラーズ号船長の声
- 実在性ミリオンアーサー（2014年、tvk） - ナレーション
- 潜入捜査アイドル・刑事ダンス（2016年、テレビ東京） - ナレーション
- マッサージ探偵ジョー（2017年、テレビ東京） - ナレーション
- 恋に無駄口（2022年、テレビ朝日） - ナレーター（語り）
- VIVANT（2023年、TBSテレビ） - ヘリコプター操縦士の声

### 映画
- 踊る大捜査線 THE MOVIE 2 レインボーブリッジを封鎖せよ!（2003年、東宝） - お台場の案内ナレーション

### CM
- タカラ ミクロマン 玩具CM（1974年 - 1980年） - ナレーション
- タカラ ダイアクロン 玩具CM（1980年） - ナレーション
- トヨタ自動車 オールトヨタ秋の新型車発表会 TVCM（1980年） - ナレーション
- 映画「戦場のメリークリスマス」（1983年） - ナレーション
- バンダイ DX Ζガンダム（1985年） - ナレーション
- アリオン（1986年） - ナレーション
- エニックス ドラゴンクエスト（1986年） - ナレーション
- 津村順天堂 中将湯（1986年） - ナレーション
- エッソ石油（現：「エネオス石油」）「エッソエクストラ」（1987年） - ナレーション
- 東映動画 SWAT SPECIAL WEAPONS AND TACTICS（1987年） - ナレーション
- パナソニック電工 パナソニックオーダーシステム「パナソニックバイシクル」（1987年）
- 永谷園 マリオカレー（1987年） - ナレーション
- エニックス ドラゴンクエストIII そして伝説へ…（1988年） - ナレーション
- ハドソン イースⅠ・II（1989年） - ナレーション
- エニックス ドラゴンクエストダンジョン（1990年） - ナレーション
- ソニー マルチディスクプレーヤー（1990年） - ナレーション
- ハドソン ボンバーマン（1990年） - ナレーション
- タイトー ダライアスツイン（1991年） - ナレーション
- 任天堂 ヨッシーのたまご（1991年） - ナレーション
- 任天堂 スーパーマリオUSA（1992年） - ナレーション
- カプコン ストリートファイターII'（ダッシュ） プラス（1993年） - ナレーション
- 特捜ロボ ジャンパーソン 玩具CM（1993年） - ナレーション
- ハドソン イースⅣ（1993年） - ナレーション
- 日産自動車 ローレル（1993年） - ナレーション
- 任天堂 スターフォックス（1993年） - ナレーション
- 東芝 Rupo（1994年11月） - ナレーション
- バンダイ 新機動戦記ガンダムWプラモデルCM（後期、1995年） - ナレーション
- バンプレスト バトルロボット烈伝（1995年） - ナレーション
- ナムコ スターブレードα（1995年） - ナレーション
- アスキー 大戦略エキスパートWWII（1996年） - ナレーション
- アスキー RPGツクール3（1997年） - ナレーション
- ハドソン 爆ボンバーマン（1997年） - ナレーション
- 任天堂 ゼルダの伝説 時のオカリナ（1998年） - ナレーション
- コナミ 遊☆戯☆王オフィシャルカードゲーム デュエルモンスターズ（1999年） - ナレーション
- コナミ 遊☆戯☆王 真デュエルモンスターズ 封印されし記憶（1999年） - ナレーション
- バンダイ 機動戦士ガンダム ギレンの野望 ジオンの系譜 攻略指令書（2000年） - ギレン・ザビ役
- コナミ 遊☆戯☆王フォルスバウンドキングダム 虚構に閉ざされた王国（2002年） - ナレーション
- 少年サンデーCM劇場 MÄR編（2003年） - バッボ役[213]
- コナミ 遊☆戯☆王デュエルモンスターズ NIGHTMARE TROUBADOUR（2005年） - ナレーション
- 創価学会 ラジオCM（2005年10月 - ） - ナレーション
- 日本生命（2005年10月 - ） - ナレーション
- 三菱自動車工業 eKワゴン（2007年9月 - ） - ナレーション
- 日清食品（2007年 - ）
- 伊藤園 カテキン緑茶（2008年4月 - ） - ナレーション
- アスキー・メディアワークス 月刊コミック電撃大王（2008年6月 - ） - ナレーション
- 東映ビデオ 銀牙 流れ星銀 コンプリートDVD（2008年） - ナレーション、リキ
- サントリー グルコサミン&コンドロイチン TVCM（2009年 - ） - ナレーション
- どん兵衛「食えよ国民」篇（アニマックス、BS11デジタル、GyaOでのオンエア） - ギレン・ザビ役
  - 日清とんがらし麺、どん兵衛 - 博士 役
- 民放連平成21年度地球温暖化問題啓発スポット「地球はつらい」篇ラジオCM（2009年）
- Mobage 神魔×継承! ラグナブレイク（2012年） - ナレーション
- JR西日本
  - 北陸新幹線 金沢・富山 - 東京開業（2015年） - ナレーション
  - 北陸新幹線 開業1周年（2016年） - ナレーション
- スクウェア・エニックス ドラゴンクエストXI 過ぎ去りし時を求めて（2017年） - ナレーション
- 任天堂 ファイアーエムブレム Echoes もうひとりの英雄王（2017年） - ナレーション
- ゲオスーパーSALE（2019年） - ナレーション[214]

### パチンコ・パチスロ
- サミー：「北斗の拳」「北斗の拳SE（スペシャルエディション）」（サウザー）

### 玩具
- 機界戦隊ゼンカイジャー DXゼンリョクゼンカイキャノン（2021年10月9日）

### その他コンテンツ
- ミュージカル「紅葉乱舞車達引」（1977年、劇団動物園公演、原案・佐藤輝、演出・観世栄夫）
- カセット「TARAKO♡」（ナレーション）
- FMシアター「ミュージカルファンタジー・人魚の森」（1989年、NHK-FM）
- 花影忍法帳コミ☆トレ（2009年 - 2011年） - 通天 役 ※最終回で顔出し出演
- ワンワンパッコロ!キャラともワールド（2012年2月26日、2012年4月8日 - 2021年3月21日） - 玉五郎 役
- 100分de名著（朗読、2020年3月「アーサー・C・クラークSP」）
- アニマックス「機動戦士ガンダム30周年記念 みんなのガンダム 完全版」（本人出演）
- FNS地球特捜隊ダイバスター（博士）
- 大人の自由時間（ゲスト）
- サンバーダード「とんねるずのみなさんのおかげです」（パパ＝ロバート・マッカーティー）
- 志摩スペイン村・パルケエスパーニャ（トロヴァール）
- シュラキ（ハールド）
- 関口宏の東京フレンドパークII（ンゴボコ・ナゾパー）※2000年11月20日・12月11日・2001年1月8日は休演。
- 大胆MAP 顔を見てみたいアニメキャラクター30人全部見せちゃうよ! 春の撮れたて新作SP（タッチの原田正平役で紹介）
- 姫路城3Dマッピング姫路光絵巻HAKUA新たなる羽ばたき（タイトルコール）
- 姫路城ナイトアドベンチャー煌めき（ナレーション）
- 星のカービィ マジカルシアター（ナイトメア、カスタマーサービス）
- ディズニー・オン・アイス デア・トゥ・ドリーム（魔法の鏡）
- トランスフォーマー アニメイテッド玩具PV
  - 総司令官ウルトラマグナス ライト&サウンド（音声）
- ディズニー・クリスマス・ストーリーズ（おこりんぼ）
- ファイアーエムブレム 紋章の謎 アニメーション・サウンド・トラック（暗黒竜と光の剣の歌を担当）
- 星野源 LIVE TOUR 2016 YELLOW VOYAGE（ナビゲーター"〈自称〉とある車掌"）
- 東洋大学（PVのナレーション）
- 北斗の拳 イチゴ味（第1巻の巻末コメント）
- ファイアーエムブレム Direct（『ファイアーエムブレム Echoes もうひとりの英雄王』ナレーション）
- 『ライドカメンズ』ボイスドラマ「エピソードゼロ」（博学な男[215]）
- Reach for the Stars（ゼウス）

### シリーズ一覧
1. ↑  『北斗の拳』（1984年 - 1987年）、『北斗の拳2』（1987年 - 1988年）
2. ↑  『三国志』（1985年3月20日）、『三国志II 天翔ける英雄たち』（1986年8月22日）
3. ↑  テレビシリーズ（1985年 - 1987年）、特別編『タッチ Miss Lonely Yesterday あれから君は…』（1998年）、特別編『タッチ CROSS ROAD〜風のゆくえ〜』（2001年）
4. ↑  テレビシリーズ（1989年 - 1991年）、特別編『究極対至高 長寿料理対決!!』（1992年12月11日）
5. ↑  第1期（2006年）、第2期『The Second Barrage』（2006年）
6. ↑  第1期（2009）、第4期『銀魂.』（2017年）
7. ↑  第1期（2015年）、第2期『血界戦線 & BEYOND』（2017年）
8. ↑  第1期（2015年）、第2期『弐ノ皿』（2016年）、第3期前半『餐ノ皿』（2017年）、第3期後半『餐ノ皿 遠月列車篇』（2018年）、第4期『神ノ皿』（2019年）、第5期『豪ノ皿』（2020年）
9. ↑  第2期（2023年）、第3期（2024年）
10. ↑  第2期『【冬隠帰路/PERISH IN FROST】』（2023年）、第3期『【焔燼曙明/RISE FROM EMBER】』（2025年）
11. ↑  Season 1（2024年）、Season 2 -Arise from the Shadow-（2025年）
12. ↑  『GGENERATION』（1998年）、『ZERO』（1999年）、『F』（2000年）、『F.I.F』（2001年）、『NEO』（2002年）、『PORTABLE』（2006年）、『SPIRITS』（2007年）、『WARS』（2009年）、『WORLD』『3D』（2011年）、『OVER WORLD』（2012年）、『GENESIS』（2016年）、『ETERNAL』（2025年）
13. ↑  『エクストリームバーサス』（2010年）、『フルブースト』（2012年）、『マキシブースト ON』（2016年）
14. ↑  『ドラゴンボールヒーローズ』、『ドラゴンボールヒーローズ アルティメットミッション』シリーズ（無印、2、X）、『スーパードラゴンボールヒーローズ』
15. ↑  『エクストリームバーサス2』（2018年）、『クロスブースト』（2021年）、『オーバーブースト』（2023年）、『インフィニットブースト』（2025年）